# 吳欣芷
吳欣芷，（1992年—）出生於臺南，臺灣繪本作家、插畫家，著有《世界上最美的聲音》、
《呼嚕呼嚕的書店小貓》等書。
吳欣芷在2016年入選義大利波隆那童書展。

## 學歷
- 英國劍橋藝術學院
- 國立成功大學外文系

## 作品
- 《世界上最美的聲音》
- 《呼嚕呼嚕的書店小貓》

## 得獎
- 2016年義大利波隆那童書展[5]

## 受訪
- 博客來訪問吳欣芷[6]

## 相關
- 2016年，國家圖書館與童書作家與插畫家協會台灣分會共同主辦國際插畫大獎參選實務暨2016義大利波隆那插畫展入選插畫家座談會，邀請在2016年入選的六位插畫家鄒駿昇、陳又凌、黃郁欽、王書曼、吳欣芷、黃雅玲分享參賽經驗[7]。